# Jikkemien Ligteringen
Jikkemien Ligteringen (* 1974 in Rotterdam) ist eine niederländische Bildhauerin und lehrt derzeit an der Hochschule Macromedia in Freiburg sowie in der Kubus³ Projektwerkstatt.

## Leben
Nach ihrem Abschluss im Jahre 1996 des Lehramtsstudiums an der Hochschule HR&O studierte sie Erziehungswissenschaften an der Universität Leiden und schloss diese mit dem Master 1999 ab. Danach studierte sie von 2009 bis 2014 an der Hochschule für Kunst, Design und Populäre Musik Freiburg (hKDM) bildende Künste. Nach ihrem Abschluss ist sie Dozentin und Mitarbeiterin in der Kubus³ Bildhauerwerkstatt. 2016 bekam sie einen Lehrauftrag als Kunstdozentin an der hKdM. In 2017 ist sie Gastdozentin an der Edith Marion Kunstschule in Münzingen.

## Ausstellungen und Werke
- 2009 „Helter Kelter“, Kunstraum Baslerstrasse, Freiburg
- 2014 Einzelausstellung “Op weg”, Gerichtshof Maastricht, Niederlande
- 2014 „Kunstraum aber“[2]
- 2015 Einzelausstellung, Aktion 2025 ev., Hamburg[3]
- 2016 Einzelausstellung, Ernst-Oldenburg-Haus / Oldenburg-Museum, Una
- 2016 Kunstaktion / Landart Aktion Once upon a time, Stadtgarten Freiburg
- 2017 BAU Global Participation Project, Viareggio, Italien
- 2017 Gruppenausstellung Kaleidoskop, Padua, Italien
- 2017 Ausstellung Depot K, Freiburg[4][5]
- 2017 Skulptur „Blocco erratico“ im Parco Europa in Padua.[6][7]
- 2018 Mitgliederausstellung BBK, Galerie Menzel, Kenzingen
- 2018 X41. BAU – Global Participation System[8]
- 2018 Bildhauersymposium und Vernissage Kunst im Gehege, Freiburg
- 2018 Gruppenausstellung Ausstellung Kunst auf der Liegewiese des Faulerbads in Freiburg